# Jörükök
A jörükök vagy jürükök Dél-Anatóliában élő, valószínűleg türkmén eredetű török népcsoport.

## Életmód
A jörükök egy része ma is nomadizál.
Az igazi jörük nomádok körében gyakori a rokonházasság. Kívánatosnak is tartják, mondván, hogy így a vagyon nem keveredhet máséval. A nők kitűnő takácsok, szőnyegeket, faliszőnyegeket és „kelim”-eket fonnak juh vagy teve gyapjából.

## Vallás
A jörükök többnyire szunnita muszlimok, a hanafita madzhabhoz tartoznak de vannak köztük keresztények is. Ezek nesztoriánus keresztények voltak és legelőik szűkös volta miatt vándoroltak el lakóhelyükről.

## Kapcsolatok más pásztorkodó népcsoportokkal
Az Adanától északra legeltető, vándorló jörükök egy része ulas-nak (ejtsd: ulász) nevezi magát. Ez a balkáni pásztorkodó vlachok délszláv vlasi elnevezéséből származik. (vlaszi → ulaszi. Lásd még az olasz szót a magyarban!)
A jörük törzsek egy csoportja a 18-19. században keveredett a görög nyelvű karakacsánokkal. A jörükök által karakacsánnak (karakaçan) nevezett csoport ma is él Bulgária területén, a Szliven melletti Goljamo Csocsoveni faluban.

## Képek
- Jörük asszony és gyerekek az úton
- Jörük nagymama és unokái